# 森田茂 (政治家)
森田 茂（もりた しげる、1872年9月19日（明治5年8月17日） - 1932年（昭和7年）11月30日）は、日本の政治家。第24代衆議院議長で、京都市会議長や京都市長も務めた。

## 経歴
高知県香美郡佐岡村佐野（現・香美市）に生まれる。1893年（明治26年）明治法律学校に入学。在学中に弁護士試験に合格し、明治法律学校を中退する。
1899年（明治32年）に高知県議会議員に当選する。
1901年（明治34年）、京都地方裁判所検事に就任する。翌年退職し弁護士業を開業した。
1911年（明治44年）、京都市会議員に当選し、のちに市会議長をつとめる。1914年（大正3年）には尾崎行雄と政友会を去り中正会に属し、京都市に中正俱楽部を組織する。
1915年（大正4年）、第12回衆議院議員総選挙に中正会から立候補して当選、衆議院議員になる。のち、中正会は立憲同志会等と合同して憲政会所属となる。以降6回当選。
1927年（昭和2年）3月26日、第24代衆議院議長に就任（翌1928年1月21日退任）。
1931年（昭和6年）12月、第11代京都市長に就任。しかし、就任から約1年後の1932年（昭和7年）11月30日に病死した。享年61（満60歳没）。12月6日に岡崎公会堂において市葬が営まれた。日蓮宗頂妙寺に葬られる。別に分骨して郷里佐岡村に葬られていたが、国道195号あけぼの街道延伸工事のため、2019年に墓じまいした。